# Terremoto del norte de Tajima de 1925
El  terremoto del norte de Tajima de 1925 (北但馬地震?) ocurrió el 23 de mayo de 1925 en Toyooka, Hyōgo en Japón.

## Descripción general
El epicentro del terremoto fue en el estuario del río Maruyama.
Según el informe oficial del gobierno japonés, hubo 428 muertos, 1016 heridos, 7863 edificios destruidos y 45 659 casas dañadas por los derrumbes o incendios. El terremoto causó grandes daños a la ciudad de Toyooka y al área del río Maruyama.
Antes de que se sintiera el temblor, se escuchó un sonido intermitente como de un cañón desde el estuario cercano al río Maruyama. El terremoto osciló durante 16 segundos.
Como la mayoría de las construcciones eran de madera, gran parte colapsaron de inmediato durante el primer terremoto. En el incendio posterior quemó la mitad de Toyooka y causó muchas muertes (aproximadamente 8% de la población de la ciudad). Se confirmó que 272 muertes ocurrieron en el área de Kinosaki.